# Мисливець проти Чужого: Поєдинок
«Мисливець проти Чужого: Поєдинок» — кінофільм режисера Скотта Харпера, що вийшов на екрани в 2007 році.

## Зміст
Заповітна мрія людства збулася — інопланетний корабель прибув па Землю! Але прибулець зовсім не поспішає входити в контакт із земною цивілізацією. Люди для нього лише здобич. І він відкриває сезон полювання, безжально знищуючи все живе. Зупинити його неможливо. Чужий невразливий... 
Але це лише початок космічного вторгнення! Слідом за ним на Землю висаджується галактичний Мисливець-Ліквідатор. Тепер Земля стає для прибульців полем битви, а їх вирішальна сутичка загрожує планеті повним знищенням!

## Ролі
| Актор           | Роль |
| --------------- | ---- |
| Вільям Кетт     | -    |
| Діді Пфайфер    | -    |
| Віттл Джордан   | -    |
| Ренді Малки     | -    |
| Дженніфер Коуч  | -    |
| Джейсон Грей    | -    |
| Джон Мерфі мол. | -    |
| Кевін Казаков   | -    |
| Філіп Бак       | -    |
| Джош Тессьєр    | -    |

## Знімальна група
- Режисер — Скотт Харпер
- Сценарист — Девід Майкл Летт
- Продюсер — Девід Майкл Летт, Пол Бейлс, Нік Еверхарт